# Carlotta Guglielmina di Anhalt-Bernburg-Schaumburg-Hoym
Carlotta Guglielmina di Anhalt-Bernburg-Schaumburg-Hoym (Castello di Schaumburg, 24 novembre 1704 – Barchfeld, 11 novembre 1766) fu una nobile dell'Anhalt-Bernburg-Schaumburg-Hoym.

## Matrimonio e discendenza
Era figlia di Lebrecht di Anhalt-Zeitz-Hoym, principe di Anhalt-Bernburg-Schaumburg-Hoym, e della seconda moglie Eberardina di Weede.
Venne data in sposa al Langravio Guglielmo d'Assia-Philippsthal-Barchfeld; il matrimonio, che sanciva l'unione tra le dinastie Ascanidi e Brabante, venne celebrato a Hoym il 31 ottobre 1724.
Carlotta diede alla luce quindici figli:
- Carlotta (1725–1798), sposò nel 1765 il conte Alfredo Augusto di Ysenburg-Büdingen-Wächtersbach (1717–1782)
- Guglielmo (*/† 1726)
- Federico (1727–1777), langravio d'Assia-Philippsthal-Barchfeld, sposò nel 1772 la contessa Enrichetta di Salm-Grumbach (1740–1800)
- Filippo (1728–1745)
- Giovanna Carlotta (1730–1799)
- Carolina (1731–1808)
- Ulrica Eleonora (1732–1795), sposò nel 1755 il langravio Guglielmo d'Assia-Philippsthal (1726–1810)
- Carlo Guglielmo(1734–1764)
- Anna (1735–1785), sposò nel 1767 il conte Adolfo di Lippe-Detmold (1732–1800), figlio del conte Simone Enrico Adolfo di Lippe-Detmold
- Giorgio (1737–1740)
- Dorotea Maria (1738–1799), sposò nel 1764 il principe Giovanni Carlo Ludovico di Löwenstein-Wertheim-Freudenberg (1740–1816)
- Cristiano (1740–1750)
- Ludovico Federico (*/† 1741)
- Adolfo (1743–1803), langravio d'Assia-Philippsthal-Barchfeld, sposò nel 1781 la principessa Luisa di Sassonia-Meiningen (1752–1805)
- Augusto (*/† 1745)

Rimase vedova il 13 maggio 1761 e il ducato passò a loro figlio Adolfo.

## Ascendenza
|                                                            |                       |                                                    | Genitori                                      |  |  | Nonni |  |  | Bisnonni                           |  |  | Trisnonni                          |  |
|                                                            |                       |                                                    |                                               |  |  |       |  |  | 8. Cristiano II di Anhalt-Bernburg |  |  | 16. Cristiano I di Anhalt-Bernburg |  |
|                                                            |                       |                                                    |                                               |  |  |       |  |  | 8. Cristiano II di Anhalt-Bernburg |  |  | 16. Cristiano I di Anhalt-Bernburg |  |
|                                                            |                       | 17. Anna di Bentheim-Tecklenburg                   |                                               |  |  |       |  |  | 8. Cristiano II di Anhalt-Bernburg |  |  |                                    |  |
| 4. Vittorio Amedeo di Anhalt-Bernburg                      |                       |                                                    |                                               |  |  |       |  |  | 8. Cristiano II di Anhalt-Bernburg |  |  |                                    |  |
|                                                            |                       | 9. Eleonora Sofia di Schleswig-Holstein-Sonderburg | 18. Giovanni di Schleswig-Holstein-Sonderburg |  |  |       |  |  |                                    |  |  |                                    |  |
|                                                            |                       | 9. Eleonora Sofia di Schleswig-Holstein-Sonderburg | 18. Giovanni di Schleswig-Holstein-Sonderburg |  |  |       |  |  |                                    |  |  |                                    |  |
|                                                            |                       | 9. Eleonora Sofia di Schleswig-Holstein-Sonderburg | 19. Agnese Edvige di Anhalt                   |  |  |       |  |  |                                    |  |  |                                    |  |
| 2. Lebrecht di Anhalt-Zeitz-Hoym                           |                       | 9. Eleonora Sofia di Schleswig-Holstein-Sonderburg |                                               |  |  |       |  |  |                                    |  |  |                                    |  |
|                                                            |                       | 10. Federico del Palatinato-Zweibrücken-Veldenz    | 20. Giovanni II del Palatinato-Zweibrücken    |  |  |       |  |  |                                    |  |  |                                    |  |
|                                                            |                       | 10. Federico del Palatinato-Zweibrücken-Veldenz    | 20. Giovanni II del Palatinato-Zweibrücken    |  |  |       |  |  |                                    |  |  |                                    |  |
|                                                            |                       | 10. Federico del Palatinato-Zweibrücken-Veldenz    | 21. Luisa Giuliana del Palatinato-Simmern     |  |  |       |  |  |                                    |  |  |                                    |  |
| 5. Elisabetta del Palatinato-Zweibrücken-Veldenz           |                       | 10. Federico del Palatinato-Zweibrücken-Veldenz    |                                               |  |  |       |  |  |                                    |  |  |                                    |  |
|                                                            |                       | 11. Anna Giuliana di Nassau-Saarbrücken            | 22. Guglielmo Luigi di Nassau-Saarbrücken     |  |  |       |  |  |                                    |  |  |                                    |  |
|                                                            |                       | 11. Anna Giuliana di Nassau-Saarbrücken            | 22. Guglielmo Luigi di Nassau-Saarbrücken     |  |  |       |  |  |                                    |  |  |                                    |  |
|                                                            |                       | 11. Anna Giuliana di Nassau-Saarbrücken            | 23. Anna Amalia di Baden-Durlach              |  |  |       |  |  |                                    |  |  |                                    |  |
| 1. Carlotta Guglielmina di Anhalt-Bernburg-Schaumburg-Hoym |                       | 11. Anna Giuliana di Nassau-Saarbrücken            |                                               |  |  |       |  |  |                                    |  |  |                                    |  |
|                                                            | 12. Giovanni di Weede | 24. Everardo di Weede                              |                                               |  |  |       |  |  |                                    |  |  |                                    |  |
|                                                            | 12. Giovanni di Weede | 24. Everardo di Weede                              |                                               |  |  |       |  |  |                                    |  |  |                                    |  |
|                                                            | 12. Giovanni di Weede | 25. Cornelia Peunis                                |                                               |  |  |       |  |  |                                    |  |  |                                    |  |
| 6. Giovanni Giorgio di Weede                               | 12. Giovanni di Weede |                                                    |                                               |  |  |       |  |  |                                    |  |  |                                    |  |
|                                                            |                       | 13. Caterina di Cupere                             | 26. Giorgio Cristiano di Cupere               |  |  |       |  |  |                                    |  |  |                                    |  |
|                                                            |                       | 13. Caterina di Cupere                             | 26. Giorgio Cristiano di Cupere               |  |  |       |  |  |                                    |  |  |                                    |  |
|                                                            |                       | 13. Caterina di Cupere                             | 27. Maria di Blommesteyn                      |  |  |       |  |  |                                    |  |  |                                    |  |
| 3. Eberardina Giacoma di Weede                             |                       | 13. Caterina di Cupere                             |                                               |  |  |       |  |  |                                    |  |  |                                    |  |
|                                                            |                       | 14. Raniero di Raesfeld                            | 28. Gosvino di Raesfeld                       |  |  |       |  |  |                                    |  |  |                                    |  |
|                                                            |                       | 14. Raniero di Raesfeld                            | 28. Gosvino di Raesfeld                       |  |  |       |  |  |                                    |  |  |                                    |  |
|                                                            |                       | 14. Raniero di Raesfeld                            | 29. Ursula di Middachten-Herveld              |  |  |       |  |  |                                    |  |  |                                    |  |
| 7. Agnese Margherita di Raesfeld                           |                       | 14. Raniero di Raesfeld                            |                                               |  |  |       |  |  |                                    |  |  |                                    |  |
|                                                            |                       | 15. Margherita di Leefdael                         | 30. Giacomo di Leefdael                       |  |  |       |  |  |                                    |  |  |                                    |  |
|                                                            |                       | 15. Margherita di Leefdael                         | 30. Giacomo di Leefdael                       |  |  |       |  |  |                                    |  |  |                                    |  |
|                                                            |                       | 15. Margherita di Leefdael                         | 31. Agnese di Westerholt                      |  |  |       |  |  |                                    |  |  |                                    |  |
|                                                            |                       | 15. Margherita di Leefdael                         |                                               |  |  |       |  |  |                                    |  |  |                                    |  |